# 영주동 (부산)
영주동(瀛州洞)은 부산광역시 중구의 법정동이다. 행정동으로는 영주1동과 영주2동으로 나뉜다. 영주1동은 대창동2가를 포함한다.

## 편의 시설
- 민주공원